# Hors-la-loi
Pour les articles homonymes, voir Hors-la-loi (homonymie) et Desperado.

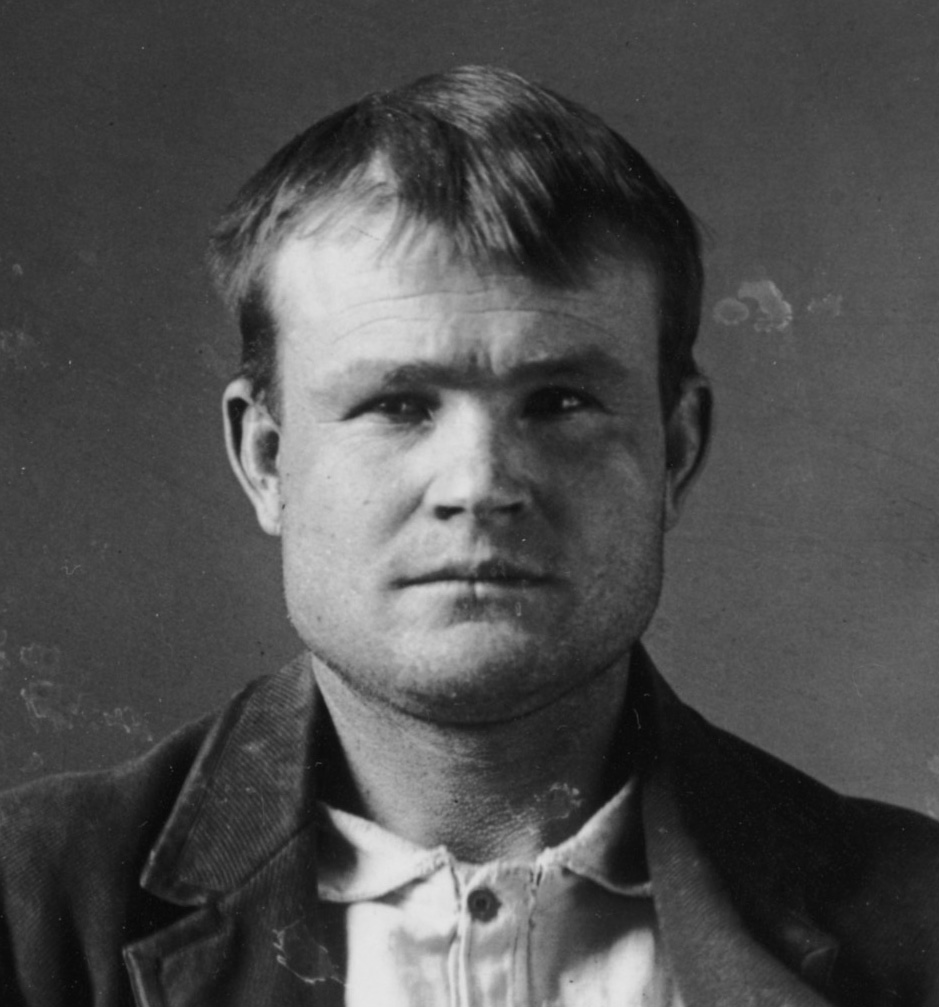
Butch Cassidy, un fameux hors-la-loi du temps de la conquête de l'Ouest américain.

Un hors-la-loi ou desperado est une personne qui vit en dehors de la loi. Dans la common law britannique, être jugé comme hors-la-loi était l'une des plus sévères punitions encourues à l'intérieur du système judiciaire. De par leur côté mystérieux, les hors-la-loi ont souvent servi comme personnages fictifs, principalement dans les westerns.

## Description
Selon le common law britannique, un hors-la-loi est une personne qui a défié les lois du royaume, tel qu'ignorer un ordre de la cour ou s'enfuir au lieu de défendre sa cause devant la cour lorsqu'accusé. Dans les premiers temps du système judiciaire britannique, une personne était qualifiée de hors-la-loi lorsqu'elle perpétrait un homicide et ne pouvait verser une compensation juste, appelée aujourd'hui le prix du sang. Ce terme existait également dans les systèmes judiciaires de l'époque, tels ceux de l'ancienne Norvège et l'Islande.
Être déclaré hors-la-loi équivalait à une mort civile. À ce moment, la personne n'appartenait plus à la société civile. En conséquence, personne ne pouvait lui donner de la nourriture, un abri ou toute autre forme d'aide, sous peine de subir à son tour des punitions ou d'être banni aussi. Un hors-la-loi pouvait être tué sans conséquences judiciaires. Il était même légal, et souligné, de tuer un voleur qui tentait de se soustraire à la justice. Un homme qui tuait un voleur devait le déclarer sans délai, sinon la famille du tué pouvait laver son honneur en prêtant serment et en exigeant que le tueur verse le prix du sang comme si le tué n'était plus banni. Puisque le hors-la-loi avait défié la société civile, elle n'était plus redevable envers lui. Il n'avait plus aucun droit, ne pouvait poursuivre en justice, bien qu'il soit lui-même redevable.
Au niveau criminel, cette pratique a diminué non pas par évolution des systèmes judiciaires, mais bien parce qu'il est devenu de plus en plus difficile, à la suite de l'augmentation de la densité de population, pour une personne recherchée de se cacher et par l'adoption de traités internationaux d'extradition. Au niveau civil, à la suite de réformes, elle est devenue obsolète, car il n'y a plus d'obligation de présence pour être jugé. Pourtant, une personne pouvait devenir hors-la-loi, si elle ne se soumettait pas à la common law, en Angleterre jusqu'en 1879 et en Écosse jusque vers la fin des années 1940. 
Avant la tenue des procès de Nuremberg, le juriste britannique John Allsebrook Simon a tenté de remettre en vigueur cette notion dans le but d'exécuter sommairement les criminels de guerre nazis. Bien que sa position soit appuyée par Winston Churchill, les procureurs américains et soviétiques ont insisté pour qu'il y ait procès, et Simon n'a pu s'imposer.

## Hors-la-loi célèbres
Le stéréotype doit une grande part au folklore anglais, c'est-à-dire Robin des Bois et les galants bandits de grand chemin. Toutefois, contrairement à une image romantique véhiculée par la télévision et le cinéma, les « héros du Far West » s'affrontaient très rarement en duel et préféraient généralement abattre leurs victimes en leur tirant dans le dos. 
Au XXIe siècle, le terme hors-la-loi est souvent associé aux bandits qui apparaissent dans les westerns qui dépeignent la conquête chaotique et brutale de l'Ouest américain pendant la fin du XIXe siècle. Le hors-la-loi typique de ces films est souvent un criminel qui agit depuis un refuge lointain, et qui s'oppose, attaque ou perturbe les nouvelles et fragiles institutions qui accompagnent la colonisation. Selon les estimations de l'historien Oscar Osborn Winther, au moins 50 % des hors-la-loi étaient des employés des grands propriétaires terriens et étaient principalement chargés de voler le bétail des rivaux de leurs employeurs.

### Hors-la-loi américains
- Cattle Annie
- Black Bart
- Sam Bass
- Kid Curry
- Butch Cassidy
- Billy the Kid
- Richard Brewer
- Cole Younger
- Frères Dalton (bande de frères)
- Jesse James
- Frank McNab
- Jim Miller (en)
- John Wesley Hardin

### Hors-la-loi américains de laGrande Dépression
- John Dillinger
- Krenar Kuci
- Bonnie et Clyde
- Al Capone
- Ma Barker
- Baby Face Nelson
- Alvin Karpis
- Machine Gun Kelly

### Algériens
- Ahmed Saïd ou Abdoun
- Arezki El Bachir
- Bouzian el Kalaï
- Ahmed Oumeri

### Italiens
- Carmine Crocco
- Fra Diavolo
- Salvatore Giuliano
- Giuseppe Musolino
- Ninco Nanco
- Stefano Pelloni
- Ghino di Tacco

### Norvégiens
- Erik le Rouge
- Gísli Súrsson

### Asiatiques
- Song Jiang, chef de brigands immortalisé dans le roman classique chinois Au bord de l'eau.
- Ishikawa Goemon, chef japonais mis en scène dans le théâtre kabuki
- Wong Fei Hung, Chinois réputé pour ses traitements à base d'herbes médicinales

### Britanniques
- Sawney Beane, Écossais
- Hereward l'Exilé, hors la loi anglais du XIe siècle, qui servit d'inspiration à la légende de Robin des Bois
- Robin des Bois, légendaire hors-la-loi médiéval
- Eustace Folville, hors-la-loi et soldat anglais
- Adam the Leper, chef de gang du XIVe siècle
- William Wallace, chef de la résistance écossaise face à Édouard I d'Angleterre
- Rob Roy, chef écossais.
- Ned Kelly, hors la loi populaire d'Australie du XIXe siècle

### Espagnols
- El Pernales, bandolero andalou
- El Tempranillo, bandolero andalou
- Perot Rocaguinarda, bandolero catalan

### Diverses nationalités
- Veerappan, bandit Indien
- Jovo Stanisavljevic Caruga, Serbe
- Joco Udmanic, Serbe
- Akulov Kirill, Russie